# Artopoles natalis
Artopoles natalis är en kräftdjursart som beskrevs av Barnard 1920. Artopoles natalis ingår i släktet Artopoles och familjen klotkräftor. Inga underarter finns listade i Catalogue of Life.